# Ледения човек
Ледения човек (на английски: Iceman) е измислен супергерой на Марвел Комикс, член на Х-Мен. Създаден е от писателя Стан Лий и художника Джак Кърби. Първата му поява е в X-Men #1 през септември 1963 г.
Неговата тайна самоличност е Боби Дрейк. Той има способност да замразява всичко около него. При активиране на силите си, тялото му се покрива с лед. Той е мутант от Омега ниво. Първата му поява е в Супергерои на Марвел в епизод за Принц Намор Подводния.
През 2015 г., в 40-и брой от серията „Новите X-Мен“, е разкрито, че Ледения е гей след като Джийн Грей прочита мислите му. През 2017 г. той приема своята сексуална ориентация в брой от серията ResurrXion.

## В телевизията
През 1981 се появява като един от тримата главни герои в Спайдър-Мен и невероятните му приятели. Озвучава се от Франк Уелкър. Показан е като бивш член на организацията в Х-Мен през 1992 в епизода Студен комфорт. Дейвид Кей го озвучава в Х-Мен: Еволюция. Във Върколак и Х-Мен се озвучава от Юри Лоуентал.